# Lancashire
Lancashire este un comitat în nord-vestul Angliei.

## Orașe
- Accrington
- Adlington
- Bacup
- Barnoldswick
- Blackburn
- Blackpool
- Burnley
- Carnforth
- Chorley
- Clitheroe
- Colne
- Darwen
- Fleetwood
- Great Harwood
- Haslingden
- Kirkham
- Leyland
- Longridge
- Lytham St Annes
- Morecambe
- Ormskirk
- Oswaldtwistle
- Penwortham
- Poulton-le-Fylde
- Ramsbottom
- Rawtenstall
- Skelmersdale
- Whitworth

1. ↑  Standard Area Measurements (2016) for Administrative Areas in the United Kingdom (în engleză)